# شعار (عبارة)

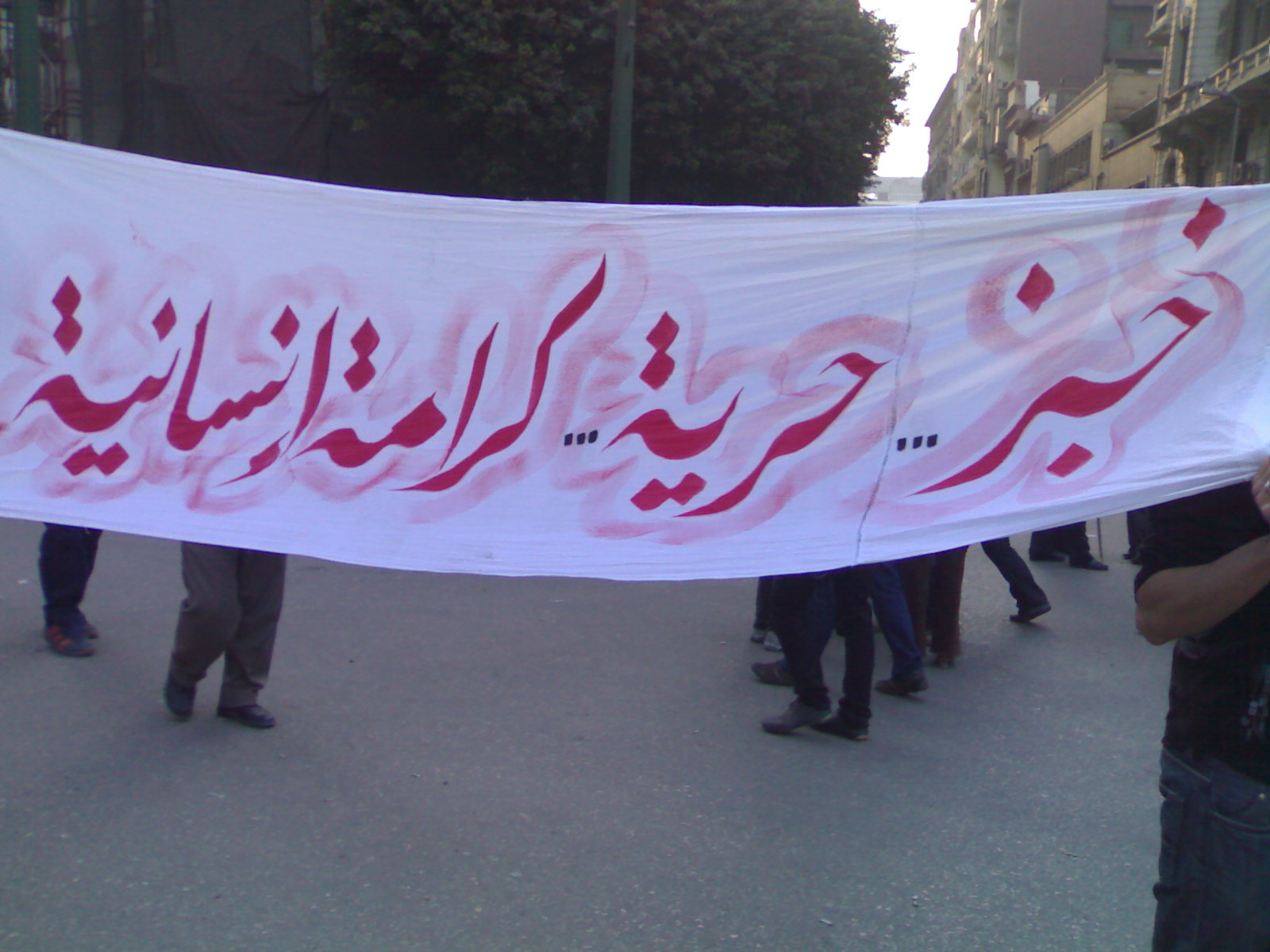
شعار ثورة 25 يناير

الشعار (بالإنجليزية: Slogan) هو كلمة أو مجموعة من الكلمات أو عبارة أو فقرة تستعمل عادة لأغراض سياسية أو دينية أو اقتصادية للدلالة على فكرة أو هدف أو غاية. وتختلف الشعارات في نمطها، فقد تكون مكتوبة أو مرئية أو محكية، لكنها تتشابه فيما بينها بكونها مباشرة وذات دلالة قوية وتوصل المعنى المطلوب بسرعة ولا تحتاج للكثير من الشرح والتوضيح.
العلامة التجارية أو الرمز لمنظمة هي صورة أو حرف أو مركبة من الاثنين معاَ، ثابتة لا تتغير تعبر عن كيان المؤسسة وتعطي انطباع عن أهدافها أو منتجاتها أو خدماتها.
الشعار هو جملة تعبيرية تعبر عن رؤية أو رسالة المؤسسة أو الاثنين معا وهي متغيرة في التعبير ثابتة في المعنى.